# Ligula (Löffel)

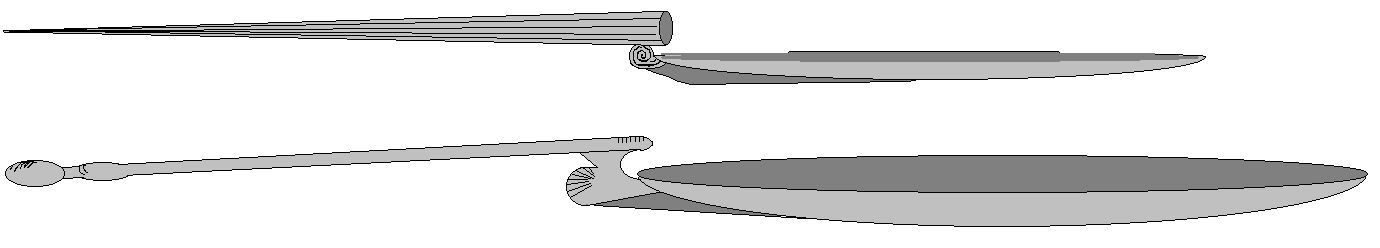
Römische Löffel, unten: Ligula

Eine Ligula (Plural: Ligulae) ist eine Form eines römischen Löffels.
Römische Löffel lassen sich in zwei Grundformen unterscheiden, die Ligula und den Cochlear. Die Ligulae haben meist eine ovale Löffelschale (Laffe). Der Stiel kann gerade oder gebogen sein, ist im Unterschied zum Cochlear aber nicht zugespitzt. Sie sind meist schwerer und größer als die Cochlearia, Martial beschreibt die immer kleiner ausfallenden Geschenke eines Gönners: „Das achte (Jahr) schickte er (mir) eine Ligula von weniger als einem sechstel Pfund, das neunte brachte er nur noch ein Cochlear, leichter als eine Nadel“ (Martial VIII 71, 9).
In archäologischen Fundzusammenhängen kommen Löffel immer wieder vor. Silberne Ligulae sind beispielsweise aus dem Silberschatz von Kaiseraugst bekannt. Schatzfunde wie dieser zeigen, dass diese Löffel in ganzen Sätzen (beispielsweise zwölf Stück) angefertigt wurden.

## Sonstiges
Das Albanische entlehnte aus dem Lateinischen die Bezeichnung für Löffel (bestimmt luga, unbestimmt lugë).